# (13) Egèria
(13) Egèria és un asteroide gran del cinturó d'asteroides, nombre 13 de la sèrie. Fou descobert des de Nàpols el 2 de novembre de 1850 per l'astrònom italià Annibale de Gasparis. Rebé el seu nom en honor d'Egèria, deessa romana de les fonts i els parts, nimfa del bosc d'Arícia, en el Laci, i esposa de Numa Pompili, sacerdot i mític segon rei de Roma. Egèria va ocultar una estrella el 8 de novembre de 1992. Llavors es va poder determinar que el seu contorn és bastant circular (217 × 196 km).